# 영국 축음기 협회
영국 축음기 협회(영어: British Phonographic Industry, BPI)는 영국의 대형 레코드 협회이다.

## 같이 보기
- 오피셜 차트 컴퍼니
- 음반 판매 인증 목록